# Девета конференција Покрета несврстаних
Девета конференција Покрета несврстаних одржана је од 4. до 7. септембра 1989. године у Београду у Социјалистичкој Републици Србији, тада конститутивној републици СФР Југославије, окупивши шефове држава и влада Покрета несврстаних. Београд је постао први град који је по други пут био домаћин самита Покрета несврстаних, након што је 1961. године главни град Југославије угостио и Прву конференцију Покрета несврстаних. Југославија је једногласно изабрана за домаћина овог скупа на Конференцији министара спољних послова несврстаних земаља 1988. године у Никозији на Кипру.
Иако је Савезни секретаријат за спољне послове, предвођен Будимиром Лончаром, са ентузијазмом прихватио улогу домаћина, Председништво СФРЈ као колективни шеф државе, било је резервисано према овом подухвату. Уз подршку Јосипа Врховца, на крају је донета одлука да се прихвати организација због страховања да би одбијање могло указати на дубину кризе у земљи. Савезна тела су се надала да би овај скуп могао подстаћи лидере југословенских република да приступе решавању све очигледније кризе на конструктиван и миран начин. Ипак, криза је кулминирала ратовима у Југославији 1991. године. Овај Самит се управо због тога често описује и као "лабудова песма" истакнуте југословенске хладноратовске дипломатије. Самит је одржан у Сава центру у Новом Београду, а уводни говор на словеначком језику одржао је Јанез Дрновшек.
На овом скупу, Југославија је успела да убеди чланице Покрета да из финалног документа изоставе антиамеричке и антизападне ставове, као и најоштрије критике Израела и ционизма. Први пут су у документ укључена и поглавља о људским правима, слободама и правима жена. Истовремено, Југославија је у Београду угостила Јасера Арафата у својству председника Палестине, а не као вођу Палестинске ослободилачке организације. Незадовољни умереним ставом домаћина, радикалнији чланови Покрета, попут Ирака, Ирана и Кубе, послали су ниже званичнике да предводе своје делегације. Организацију Самита водио је искусни дипломата и последњи представник Југославије у Уједињеним нацијама, Дарко Шиловић.
Током догађаја, Новосадски сајам, Београдски сајам и Загребачки велесајам предложили су изложбе посвећене теми Покрета несврстаних, док је Југословенски лексикографски завод из Загреба иницирао научни и културни симпозијум о историјату Покрета. Поред тога, бројни економски и културни догађаји организовани су широм Југославије. Делегати су, као симбол пријатељства, засадили саднице стабала у Парку пријатељства у Новом Београду.